# Piquantes !
Piquantes ! est une émission française présentée par Nicole Ferroni, diffusée sur Téva depuis octobre 2020. 

## L'émission
L'émission est un talk-show féministe hebdomadaire, avec une équipe composée exclusivement de femmes. Elle aborde des thématiques d'actualité sur un ton humoristique. Elle est habituellement programmée en deuxième partie de soirée, à l'exception de la journée internationale de lutte pour les droits des femmes le 8 mars 2023,.
À partir de la saison 4, elle est diffusée en prime-time à 21h les vendredis puis les samedis.

## Chroniqueuses
Saison 1 : Nicole Ferroni, Constance, Elodie Poux, Alexandra Pizzagali, Thaïs Vauquières, Laura Domenge, Elodie Arnould, Christine Berrou et Florence Mendez
Saison 2 : Nicole Ferroni, Christine Berrou, Laura Domenge, Florence Mendez et Thaïs Vauquières
Saison 3 : Nicole Ferroni, Christine Berrou, Laura Domenge, Florence Mendez, Thaïs Vauquières, Marine Ella, Tahnee et Antonia de Rendinger
Saison 4 : Nicole Ferroni, Lilia Benchabane, Christine Berrou, Laura Domenge, Marine Ella, Farah, Ambre Larrazet, Marine Leonardi, Mahaut, Antonia de Rendinger, Marion Séclin et Thaïs Vauquières.
Florence Mendez, chroniqueuse régulière des trois premières saisons, n'est pas renouvelée pour la quatrième saison à la suite d'une altercation avec Gérald Darmanin.